# Sakhi (sikhisme)
Sakhi significa literalment "Relació Històrica" o història.
El terme es refereix als comptes dels esdeveniments històrics al sikhisme. És una història general de l'era en l'època dels Gurus. No obstant això, molts Sakhis existeixen des de períodes anteriors i després dels temps dels Deu Gurus. La majoria de Sakhis tenen una lliçó moral i ressalten els principis sikh importants.
A continuació es mostra la llista de Sakhis importants amb un missatge per als sikhs.

## Sakhis ressaltats
| Bhai Makhan Shah             |                             |                        |
| Llogaret dels Xiquets        | Establiment de Kartarpur    | Darshan                |
| 3 Dies en el Riu             | L'honestedat de Bhai Lalo   | Bhai Manjh Singh       |
| L'ardas de Bhai Taloka       | Dukh Sukh                   | Devot Durga d'Amritsar |
| Malaltia de Guru Ji          | Guru Nanak i Duni Chand     | Guru Nanak i Moola     |
| Guru Nanak i el Fil Sagrat   | Guru Nanak a l'Escola       | Platforms of Jetha     |
| Respecte a través del Servei | Sakhi Kaligidhar Chamatkar  | Sakhi de Bhagat Dhanna |
| Sakhis of Guru Nanak         | Històries de Guru Nanak     | Sundri                 |
| El Naixement del Guru        | No hi ha hindús i musalmans | Reg de Cultius         |